# Finale della UEFA Women's Nations League 2023-2024
La finale della UEFA Women's Nations League 2023-2024 si è disputata il 28 febbraio 2024.

## Le squadre
| Squadra | Partecipazioni precedenti (il grassetto indica la vittoria) |
| ------- | ----------------------------------------------------------- |
| Spagna  | Nessuna                                                     |
| Francia | Nessuna                                                     |

## Il cammino verso la finale

### Spagna
La Spagna di Montserrat Tomé viene inserita nel Gruppo 4 insieme a Svezia, Italia e Svizzera. Nella partita di debutto, le spagnole vincono per 3-2 a Göteborg contro la Svezia, per poi imporsi per 5-0 a Cordova contro la Svizzera. Le iberiche ottengono in seguito altre due vittorie esterne per 1-0 contro l'Italia e per 7-1 contro le svizzere. Il girone si completa con una sconfitta in casa per 3-2 contro le italiane ed una rocambolesca vittoria per 5-3 in casa a discapito delle svedesi (dopo essere andate sotto per 1-3), che sanciscono il primo posto in classifica con 15 punti conquistati, frutto appunto di cinque vittorie e una sconfitta. In semifinale affrontano i Paesi Bassi, già sconfitti 2-1 nel mondiale di un anno prima, battendola a Siviglia col risultato di 3-0. Per le spagnole si tratta della prima finale di Women's Nations League, a distanza di un anno dall'ultima finale disputata a livello internazionale e vinta contro l'Inghilterra.

### Francia
La Francia di Hervé Renard, viene inserita nel Gruppo 2 insieme a Norvegia, Austria e Portogallo. Nell'incontro d'esordio, le francesi battono il Portogallo per 2-0 a Valenciennes, prima di imporsi per 1-0 a Vienna contro l'Austria. Le transalpine ottengono successivamente un'altra vittoria per 2-1 in trasferta contro la Norvegia ed un pareggio interno per 0-0 contro le stesse norvegesi. Il girone si chiude con altri due trionfi, quello in casa per 3-0 ai danni delle austriache e quello in trasferta per 1-0 contro le portoghesi, che determinano il primo posto in classifica con 16 punti conquistati, derivanti appunto da cinque successi e un pari. In semifinale affrontano la Germania, battendola poi a Décines-Charpieu col risultato di 2-1. Le francesi agguantano così la prima finale di Women's Nations League in assoluto.

### Tabella riassuntiva del percorso
Note: In ogni risultato sottostante, il punteggio della finalista è menzionato per primo. (C: Casa; T: Trasferta)
| Squadra  | Pt | G |
| -------- | -- | - |
| Spagna   | 15 | 6 |
| Italia   | 10 | 6 |
| Svezia   | 7  | 6 |
| Svizzera | 3  | 6 |

| Squadra    | Pt | G |
| ---------- | -- | - |
| Francia    | 16 | 6 |
| Austria    | 10 | 6 |
| Norvegia   | 5  | 6 |
| Portogallo | 3  | 6 |

## Contesto
Allo stadio de la Cartuja di Siviglia va in scena la prima finale della UEFA Women's Nations League, dove a contendersi il titolo sono le padroni di casa della Spagna, queste ultime vincitrici del campionato mondiale femminile 2023, e la Francia. L'allenatrice delle spagnole, Tomé, schiera la squadra col 4-3-3: davanti al portiere Coll, la linea difensiva a quattro è formata da Batlle e Carmona come terzini e dalla capitana Paredes e Codina come difenditrici centrali. In mediana Aleixandri è supportata da Hermoso e Bonmatí, mentre il tridente offensivo è composto da Caldentey, Paralluelo e del Castillo. Il tecnico delle francesi, Renard, opta invece per il 4-2-3-1: davanti a Peyraud-Magnin, la retroguardia a quattro è formata da De Almeida e Karchaoui come terzini e da Lakrar e Mbock come difenditrici centrali. In mediana Henry è affiancata da Geyoro, mentre il trio di trequartiste è formato da Bacha, dalla capitana Le Sommer e da Diani, alle spalle dell'unica punta Katoto.

## La partita
Fin dai primi minuti è la Spagna a tenere il pallino del gioco facendo possesso palla con Francia chiusa nella propria metà campo e pronta a ripartire. Il primo acuto della partita arriva all’8’ e porta la firma di Paralluelo, il cui diagonale mancino trova l'opposizione di Mbock. La stessa attaccante del Barcellona ci riprova al 21’ con una conclusione mancina dalla distanza, ma trova la facile parata di Peyraud-Magnin. La Roja si fa pericolosa, su calcio d’angolo, al 26’ con il colpo di testa di Paredes, che, lasciata completamente sola, non inquadra la porta per un soffio. Al 32’ Bonmatí sblocca il risultato con un tiro da dentro l’area piccola, su assist di Carmona. Per la centrocampista blaugrana si tratta del quarto gol nella competizione. Nell’unico minuto di recupero della prima frazione la Spagna ha l’opportunità di raddoppiare con Aleixandri, ma il suo colpo di testa sfiora il palo esterno. La Francia chiude il primo tempo senza aver mai tirato in porta. Coll, infatti, interviene solo per un paio di uscite in presa alta, sulle quali non ha alcun problema.
Il primo tiro delle transalpine arriva solo al 49’ con un tiro dalla distanza di De Almenida che termina abbondantemente sopra la traversa. Ma nonostante la reazione delle francesi al 53’ arriva però il raddoppio iberico. Con un cross basso, del Castillo serve Caldentey che, dall’altezza del dischetto, batte Peyraud-Magnin con un diagonale rasoterra. La Francia prova ad alzare il baricentro alla ricerca del gol che riapra la partita, senza tuttavia rendersi davvero pericolosa. Così facendo la Spagna deve solo gestire il risultato. Al fischio finale può partire la festa della squadra di Tomé che si aggiudica quindi la prima edizione della Women's Nations League.

## Tabellino
| Arbitro: | Olofsson |

|                           |           |  |
| Bonmatí 32’ Caldentey 53’ | Marcatori |  |

| Spagna | Francia |

| P               | 13 | Catalina Coll        |     |
| D               | 2  | Ona Batlle           | 56’ |
| D               | 4  | Irene Paredes        |     |
| D               | 16 | Laia Codina          |     |
| D               | 19 | Olga Carmona         | 68’ |
| C               | 6  | Aitana Bonmatí       |     |
| C               | 14 | Laia Aleixandri      |     |
| C               | 10 | Jennifer Hermoso     | 85’ |
| A               | 22 | Athenea del Castillo | 72’ |
| A               | 7  | Salma Paralluelo     |     |
| A               | 8  | Mariona Caldentey    |     |
| A disposizione: |    |                      |     |
| P               | 1  | Misa                 |     |
| P               | 23 | Elene Lete           |     |
| C               | 3  | Teresa Abelleira     |     |
| D               | 5  | María Méndez         |     |
| A               | 9  | Alba Redondo         |     |
| C               | 11 | Alexia Putellas      |     |
| D               | 12 | Oihane Hernández     | 68’ |
| A               | 15 | Eva Navarro          | 72’ |
| A               | 17 | Lucía García         |     |
| C               | 18 | Maite Oroz           |     |
| C               | 20 | Fiamma Benítez       |     |
| C               | 21 | Vicky López          | 85’ |
| Allenatrice:    |    |                      |     |
| Montserrat Tomé |    |                      |     |

| P               | 16 | Pauline Peyraud-Magnin  |     |     |
| D               | 7  | Sakina Karchaoui        |     |     |
| D               | 19 | Griedge Mbock Bathy     |     |     |
| D               | 2  | Maëlle Lakrar           |     |     |
| D               | 5  | Elisa De Almeida        |     |     |
| C               | 8  | Grace Geyoro            |     |     |
| C               | 6  | Amandine Henry          | 58’ |     |
| C               | 13 | Selma Bacha             | 76’ |     |
| A               | 9  | Eugénie Le Sommer       |     |     |
| A               | 11 | Kadidiatou Diani        | 56’ | 76’ |
| A               | 18 | Marie-Antoinette Katoto | 58’ |     |
| A disposizione: |    |                         |     |     |
| P               | 1  | Solène Durand           |     |     |
| P               | 21 | Constance Picaud        |     |     |
| C               | 3  | Julie Dufour            | 76’ |     |
| D               | 4  | Estelle Cascarino       |     |     |
| C               | 10 | Amel Majri              | 76’ |     |
| C               | 12 | Clara Matéo             |     |     |
| C               | 14 | Sandie Toletti          |     |     |
| C               | 15 | Kenza Dali              | 58’ |     |
| C               | 17 | Léa Le Garrec           |     |     |
| A               | 20 | Delphine Cascarino      | 58’ |     |
| D               | 22 | Ève Périsset            |     |     |
| D               | 23 | Thiniba Samoura         |     |     |
| Allenatore:     |    |                         |     |     |
| Hervé Renard    |    |                         |     |     |

| Assistenti arbitrali: Almira Spahić (Svezia) Francesca Di Monte (Italia) Quarto ufficiale: Iuliana Demetrescu (Romania) VAR: Rob Dieperink (Paesi Bassi) Assistente al VAR: Katrin Rafalski (Germania) | Regole dell'incontro - due tempi regolamentari da 45 minuti ciascuno; - due tempi supplementari da 15 minuti ciascuno in caso di parità; - tiri di rigore in caso di ulteriore parità; inizialmente cinque per squadra, e a oltranza fino a spareggio in caso di ulteriore parità; - numero massimo di 23 giocatrici per squadra a referto (11 in campo e 12 come potenziali sostituti); - cinque sostituzioni permesse nei tempi regolamentari; una sesta permessa nei tempi supplementari. |

## Statistiche
| Statistiche       | Spagna | Francia |
| ----------------- | ------ | ------- |
| Reti segnate      | 1      | 0       |
| Tiri totali       | 4      | 0       |
| Tiri in porta     | 2      | 0       |
| Parate            | 0      | 1       |
| Possesso palla    | 62%    | 38%     |
| Calci d'angolo    | 4      | 1       |
| Falli commessi    | 7      | 2       |
| Fuorigioco        | 2      | 0       |
| Cartellini gialli | 0      | 0       |
| Cartellini rossi  | 0      | 0       |

| Statistiche       | Spagna | Francia |
| ----------------- | ------ | ------- |
| Reti segnate      | 1      | 0       |
| Tiri totali       | 2      | 2       |
| Tiri in porta     | 2      | 0       |
| Parate            | 0      | 1       |
| Possesso palla    | 58%    | 42%     |
| Calci d'angolo    | 3      | 1       |
| Falli commessi    | 2      | 7       |
| Fuorigioco        | 0      | 0       |
| Cartellini gialli | 1      | 1       |
| Cartellini rossi  | 0      | 0       |

| Statistiche       | Spagna | Francia |
| ----------------- | ------ | ------- |
| Reti segnate      | 2      | 0       |
| Tiri totali       | 6      | 2       |
| Tiri in porta     | 4      | 0       |
| Parate            | 0      | 2       |
| Possesso palla    | 60%    | 40%     |
| Calci d'angolo    | 7      | 2       |
| Falli commessi    | 9      | 9       |
| Fuorigioco        | 2      | 0       |
| Cartellini gialli | 1      | 1       |
| Cartellini rossi  | 0      | 0       |